# تيلستار 1
تيلستار (Telstar) كان أول قمر للاتصالات المدنية. كان مشروعًا جماعيًّا مشتركًا بين ناسا وشركة الاتصالات الأمريكية AT&T ومكتب البريد البريطاني ومكتب البرق والبريد الفرنسي، مع الإشارة إلى أن القمر كان مملوكًا لشركة أيه تي أند تي.
في 10 يوليو 1962 أُطلق تيلستار 1 من كيب كانافيرال، وفي نفس الشهر نُقل أول بث مباشر بين أوروبا والولايات المتحدة الأمريكية.

## روابط خارجية
- IMS موزع خدمة معتمد